# إليوت بورتر
إليوت بورتر (بالإنجليزية: Elliott Porter)‏ هو دراج بريطاني، ولد في 31 ديسمبر 1991.

## وصلات خارجية
- إليوت بورتر على موقع الاتحاد الدولي للدراجات (الإنجليزية)
- إليوت بورتر على موقع أرشيف الدراجات (الإنجليزية)
- إليوت بورتر على موقع إحصائيات الدراجات الإحترافية (الإنجليزية)